# Hasičská stříkačka

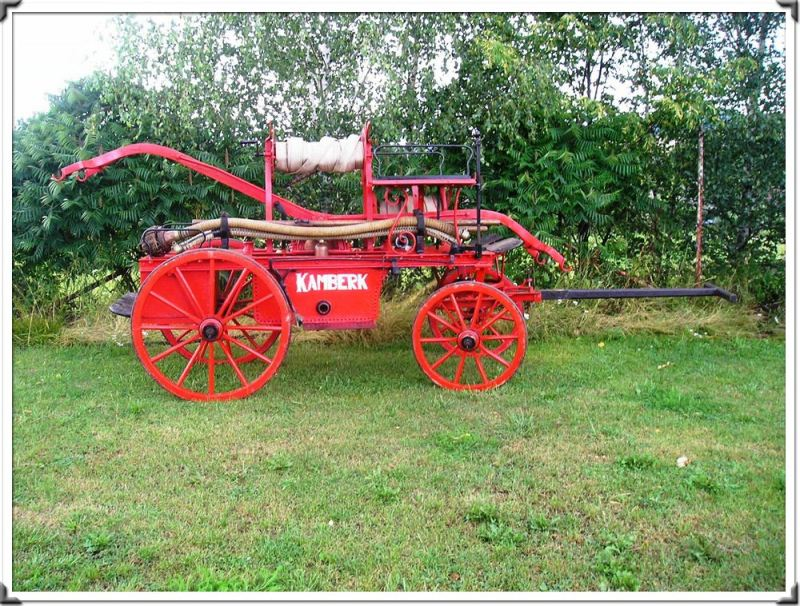
ruční stříkačka SDH Kamberk- fa R.A.Smekal, rok 1889

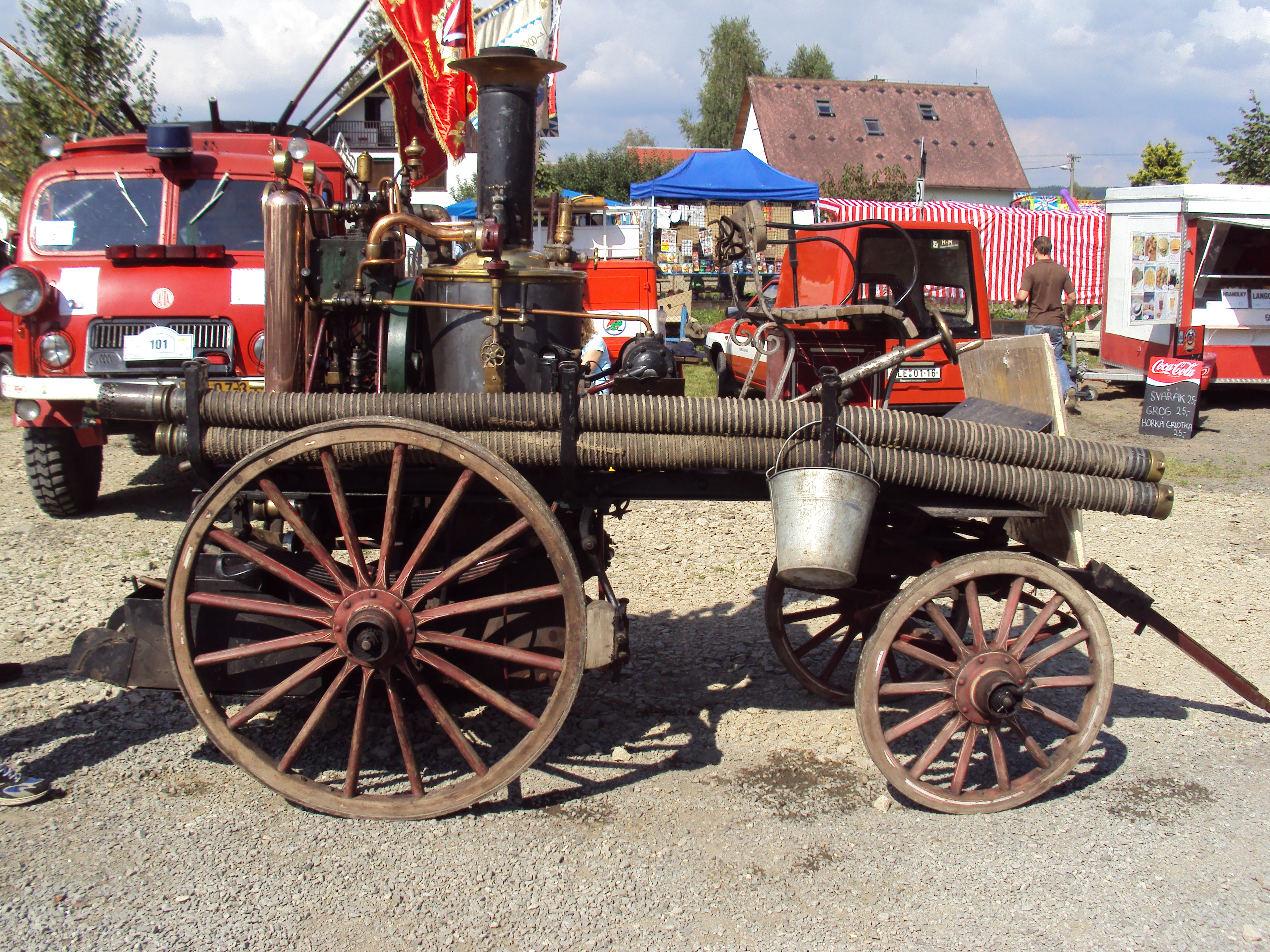
parní stříkačka fa R.A.Smekal, rok 1907

Hasičská stříkačka je čerpadlo, určené k dopravě vody k místu požáru. Dále pak může být použita k dálkové dopravě vody za použití několika stříkaček nebo pro plnění hasičských cisteren (tzv. kyvadlová doprava vody) k místu zásahu. Může být umístěno na samostatném podvozku, ale používají se i přenosné stříkačky (PS). Patří ke standardní výbavě hasičských sborů (JPO).
Pohon prvních stříkaček v 17. století byl ruční, přepravu zajišťovali tažní koně. V 19. století se začaly používat stříkačky poháněné parním strojem, opět dopravované animálně. Od počátku 20. století se prosadily v pohonu i přepravě stříkaček spalovací motory.

## Čeští výrobci

### Rakousko-Uhersko
Mezi známé české a moravské výrobce hasičských stříkaček v období Rakousko-uherské monarchie patřila především c. k. privilegovaná firma Smekal vlastněná od 80. let 19. století Raimundem Augustem Smekalem s továrnami v Čechách pod Kosířem, Slatiňanech a na pražském Smíchově, nebo strojírenský závod Josef Vystrčil a syn Josefa Vystrčila v Telči.

## Související články

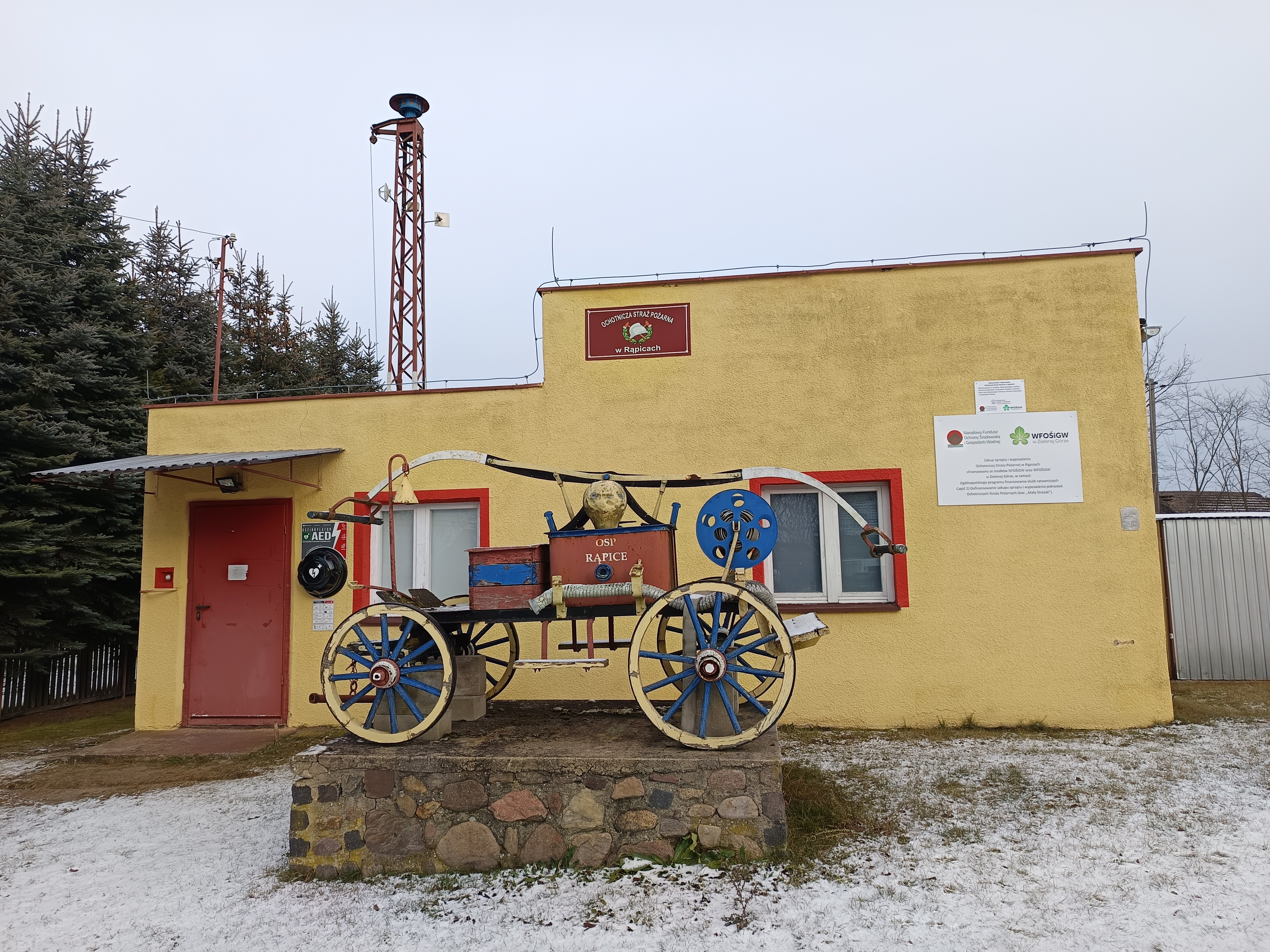
Hasičká stříkačka, Rąpice v Polsku